# Cirrus (biología)

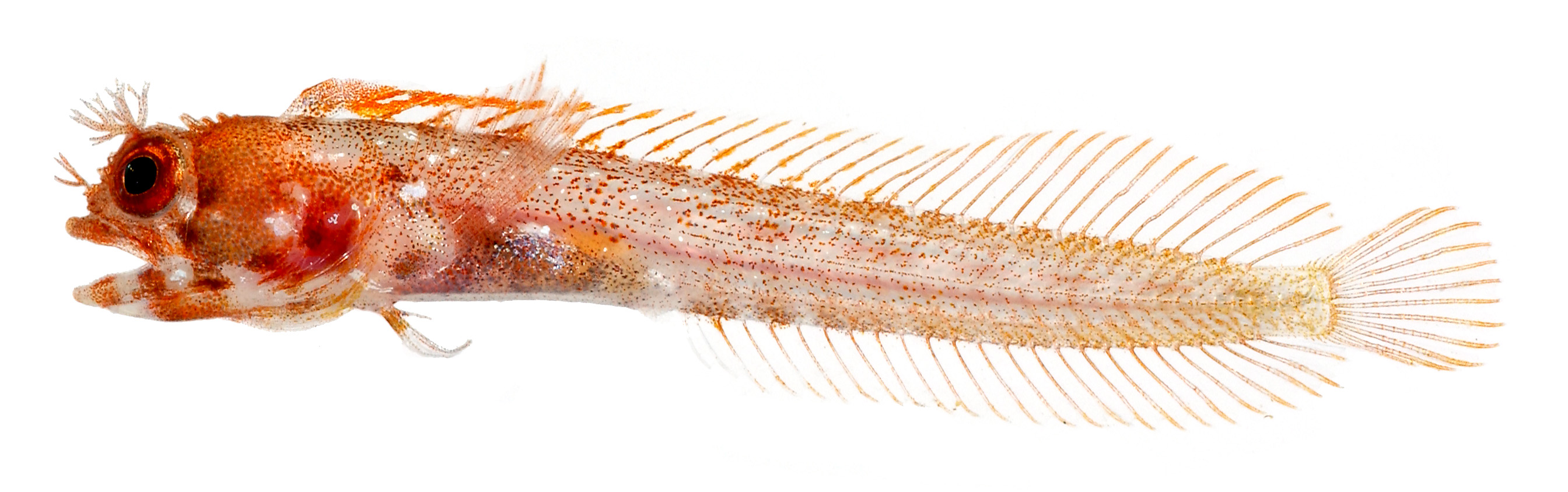
Ejemplar adulto de un blenoideo con cirro supraorbital.

Cirro o cirrus es un término utilizado en biología y zoología para referirse a diversas estructuras delgadas que sobresalen del cuerpo de vertebrados, invertebrados y de algunos protozoos. Algunos ejemplos son los siguientes:

## Invertebrados
- En Fasciola hepatica el cirro es un pene muscular del gusano, que cuando no se usa está dentro de un saco de cirro o bolsa situado cerca de la cabeza del animal.[1]
- En varias especies de Taenia existe una estructura similar.
- En los poliquetos Nereididae, el término cirro se refiere a los desarrollos tentaculares o crecimientos que presentan en cada parapodio; se distinguen del cirro dorsal y del cirro ventral, y no tienen nada que ver con la reproducción.[1]pág. 431 En otros poliquetos, un cirro es un crecimiento tentacular próximo a la cabeza o notopodio, que contiene los órganos sensoriales y puede ser dorsal, ventral o lamelar.[2]
- En algunos nemertinos se denomina cirro caudal a un pequeño crecimiento con forma de fibra situado en el extremo posterior del gusano.[3]
- En los equinodermos crinoideos y en los crustáceos cirrípedos (percebes) el cirro es un apéndice para a alimentación y agarre delgado y largo.[4] En los también crinoideos lirios de mar los cirros son delgadas fibras que a veces tapizan el tallo del animal, y tienen también cirros en los tentáculos.
- En el cefalópodo nautilo, los tentáculos del animal están compuestos de cirros flexibles y delgados y su correspondiente vaina de cirro endurecida y protectora, dentro de la cual se retraen los cirros.[5]

## Vertebrados
- En los peces blenoideos Chaenopsidae, el cirro es un largo desarrollo que se extiende desde la parte superior del ojo (cirro supraorbital) o que se extiende por debajo de la región posterior de la cabeza (cirro nucal).[6]

## Microorganismos
- En los protozoos ciliados se llaman cirros a los grupos de cilios unidos en penachos que presentan en distintas partes de su superficie. El tipo, número y posición de los cirros son características distintivas importantes en la taxonomía de estos microorganismos.